# Мануши, Виолета
Виолета Мануши (алб. Violeta Manushi; 6 марта 1926 — 26 июля 2007) — албанская актриса, народная артистка Албании.

## Биография
После окончания начальной школы в родном городе, в возрасте 12 лет начала зарабатывать на жизнь физической работой в типографии. В 1945 году вместе с группой рабочих, выступила впервые в спектакле, подготовленном для армии по случаю 1 мая. Тогда впервые раскрылся её актёрский талант. В 2004 году после длительного перерыва появилась на сцене Национального Театра в спектакле «Streha e të harruarve».
Виолета Мануши снялась также в нескольких фильмах, в том числе «Тана», «Дебатик». За свою работу получила орден «Naima Frashëriego» и звание «Художник Народа». После выхода на пенсию была забыта. Албанская пресса напомнила о ней, когда исполнилось 80 лет.
Умерла в нищете, в последние месяцы жизни тяжело больна.